# Il sentiero alpino. La storia della mia carriera
Il sentiero alpino. La storia della mia carriera (The Alpine Path) è l'autobiografia della scrittrice canadese Lucy Maud Montgomery, pubblicata nel 1917.

## Contenuti
Nel 1917, quando Lucy Maud Montgomery era ormai una scrittrice affermata (avendo già pubblicato, tra gli altri, Anna dai capelli rossi e La ragazza delle storie, il romanzo preferito dall'autrice), l'editore della rivista Everywoman's World le chiese di scrivere la storia della sua carriera.
La Montgomery ne fu inizialmente sorpresa, in quanto non considerava una vera e propria "carriera" la serie di cimenti che aveva dovuto affrontare nel corso degli anni fino a raggiungere la fama.
Ciononostante accettò: il lavoro si sviluppò lungo un arco di sei pubblicazioni. In questo testo, l'autrice non si limita a raccontare il proprio duro e faticoso apprendistato, costellato di rifiuti, spesso dolorosi, ma racconta anche la propria vita, dall'infanzia sull'Isola del Principe Edoardo fino agli anni della maturità e del matrimonio.

## Edizioni
- Lucy Maud Montgomery, Il sentiero alpino. La storia della mia carriera, traduzione e cura di Riccardo Mainetti, flower-ed 2017.
- Lucy Maud Montgomery, Il sentiero alpino. La storia della mia carriera, ed. integrale, annotata e illustrata a cura di E. De Luca, Torino, Lindau, 2022.